# Атанасий Капуралис
Атанасий (на гръцки: Αθανάσιος, Атанасиос) е гръцки духовник, митрополит на Вселенската патриаршия.

## Биография
Роден е на Самос със светското име Капуралис или Капоралис (Καπουράλης, Καποράλης). Завършва Семинарията на Халки. Служи във Варненската митрополия, а след това е протосинтел е в Костурската митрополия при митрополит Кирил и протосингел в Лемноската митрополия.
На 14 февруари 1890 година е избран за лемноски и агиоевстратийски митрополит със седем гласа срещу епископ Теоклит Кринийски (5 гласа) и епископ Антим Синадски. На 25 февруари 1890 година в патриаршеската катедрала „Свети Георги“ в Цариград е ръкоположен за лемноски митрополит. Ръкополагането е извършено от митрополит Кирил Одрински в съслужение с митрополитите Герман Силиврийски, Дионисий Ксантийски, Паисий Имброски и Игнатий Литицки.
Атанасий заема костурската катедра в 1899 година, като замества уволнения поради партизанство и вмешателство в делата на гръцката организация митрополит Филарет Вафидис, който е преместен в Димотика. По думите на българския учител в Костурско Търпо Поповски:
| „ | По характер горделив, развит, но непредвидим, макар гърците да му даваха голямо значение, него във времето на периодията му на Корещански кол три години го държах затворен в квартирата му, без да му дам да встъпи и служи в косинската църква. | “ |

На 16 януари 1900 година българското търговско агентство в Битоля пише на министър-председателя Тодор Иванчов:
| „ | Костурский гръцки митрополит Атанасиос, който е в Костур от около 4 месеца, се види да е доста деятелен, взел на страната си каймакамина и сполучил да привлече един български свещеник, поп Дамян от с. Горенци, който преминал под ведомството на Патриаршията с няколко къщи от енорията си и по Коледа гръцкий Владика го ръкоположил вторий път, понеше поп Дамян бил ръкоположен от български екзархийски митрополит. Поп Дамян имал брат лекар в България, д-р Филипов, завършил Атинския медицински факултет. | “ |

В 1900 година става самоски митрополит и остава на поста до смъртта си през февруари 1903 година. Наследен е от Константин Водзалидис.